# Bảo tàng Lublin
Bảo tàng Lublin (tiếng Ba Lan: Muzeum Lubelskie) là một trong những bảo tàng cổ nhất và lớn nhất ở Đông Ba Lan, nằm ở Lublin. Nó được tạo ra vào năm 1914 và nhận được tòa nhà của riêng mình vào năm 1923.

## Lịch sử
Lịch sử của Bảo tàng Lublin bắt đầu từ đầu thế kỷ 20, và được liên kết với Hieronim Lopaciński, một giáo viên cấp 2 và là phóng viên của Học viện Học tập, nhà sử học nghiệp dư, nhà dân tộc học, người ham đọc sách và người yêu đồ cổ. Nhờ những nỗ lực của ông vào năm 1901, hai cuộc triển lãm đã được tổ chức tại Lublin. Triển lãm nghệ thuật và cổ vật đã được khai mạc vào ngày 4 tháng 6 tại Tu viện Dominican cũ. Khoảng 4.000 vật trưng bày đã được lắp ráp - khắc, tranh, điêu khắc, nghệ thuật trang trí, tài liệu, in, bản thảo, đồ tạo tác khai quật, đồ tạo tác bang hội, vũ khí, tiền xu, huy chương, tem và bản đồ. Triển lãm công nghiệp và nông nghiệp đã được khai mạc vào ngày 22 tháng 6 với phần dân tộc học, nơi trang phục dân gian, sản phẩm gỗ và nghệ thuật nghi lễ được trình bày. Năm 1974, cơ sở của Lâu đài Lublin được điều chỉnh cho nhu cầu của Bảo tàng Quận ở Lublin, được thành lập vào năm 1950. Các triển lãm thường trực của hội họa, nghệ thuật trang trí, vũ khí, khảo cổ học, dân tộc học và nghệ thuật số đã được mở. Năm 1987, bảo tàng được đổi tên thành Bảo tàng Lublin.
Nó có các bộ sưu tập vĩnh viễn cho:
- Hội họa Ba Lan và nước ngoài từ thế kỷ 17 đến thế kỷ 20;
- Nghệ thuật trang trí Ba Lan và nước ngoài;
- Tranh lịch sử và trận chiến Ba Lan;
- Họa sĩ và nghệ thuật dân gian từ Vùng Lublin;
- Tiền xu và huy chương ở các lãnh thổ Ba Lan từ thế kỷ thứ 10 đến thế kỷ 20;
- Vũ khí Ba Lan và nước ngoài từ thế kỷ 14 đến thế kỷ 20.

## Bộ sưu tập

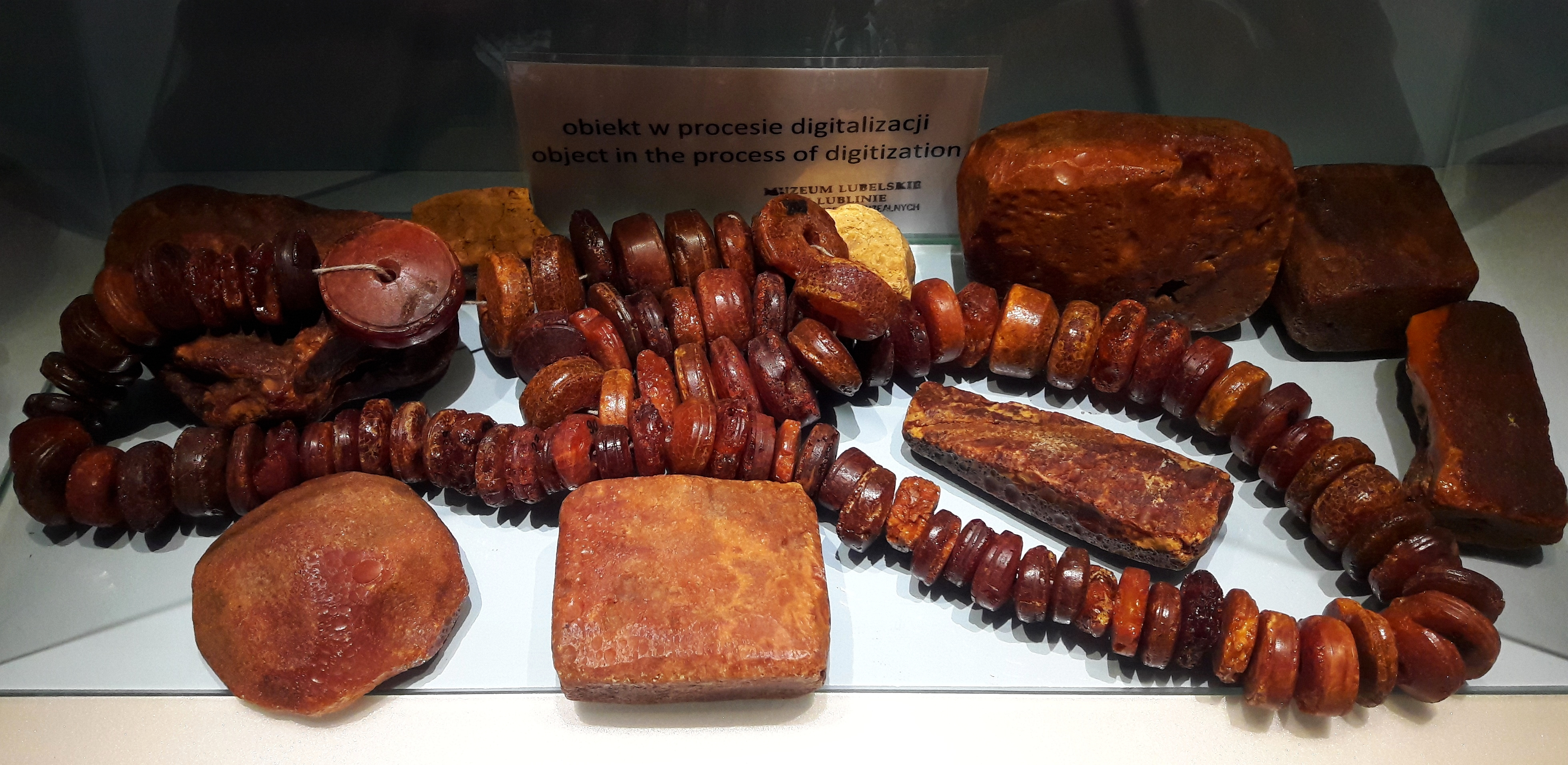
Hổ phách tích trữ từ Basonia
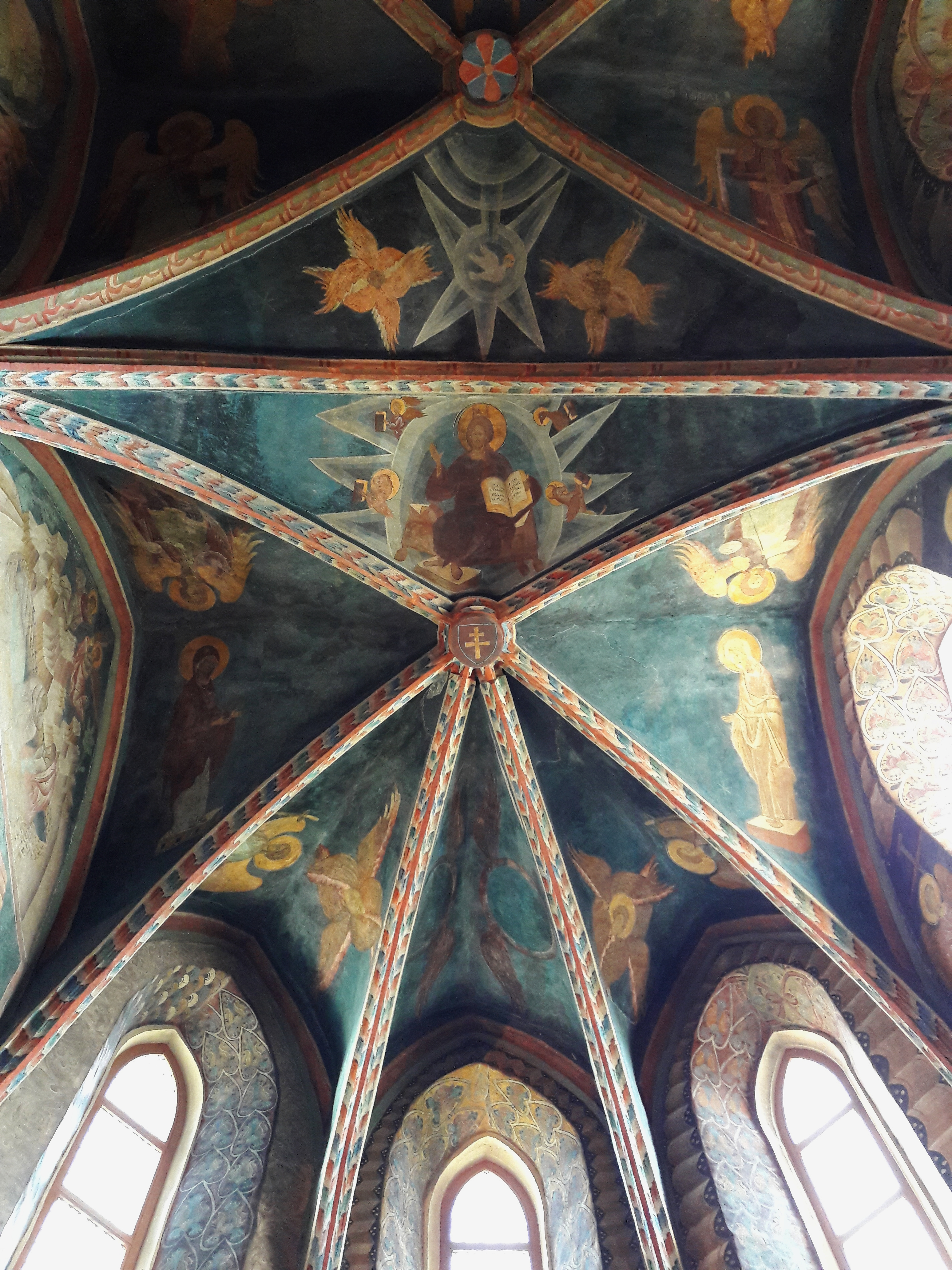
Vòm apse gothic của Nhà nguyện Holy Trinity
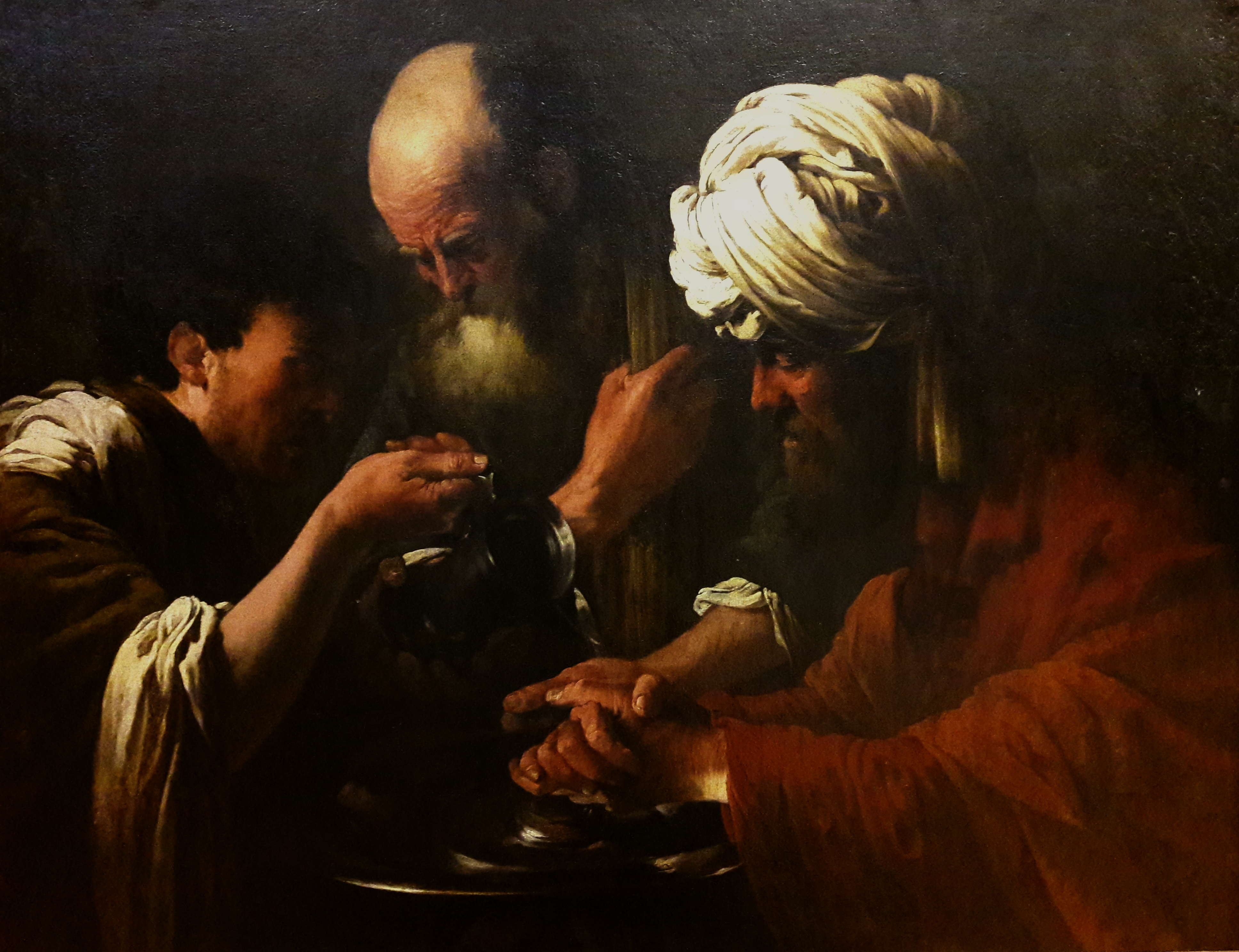
Philatô rửa tay bởi Hendrick ter Brugghen
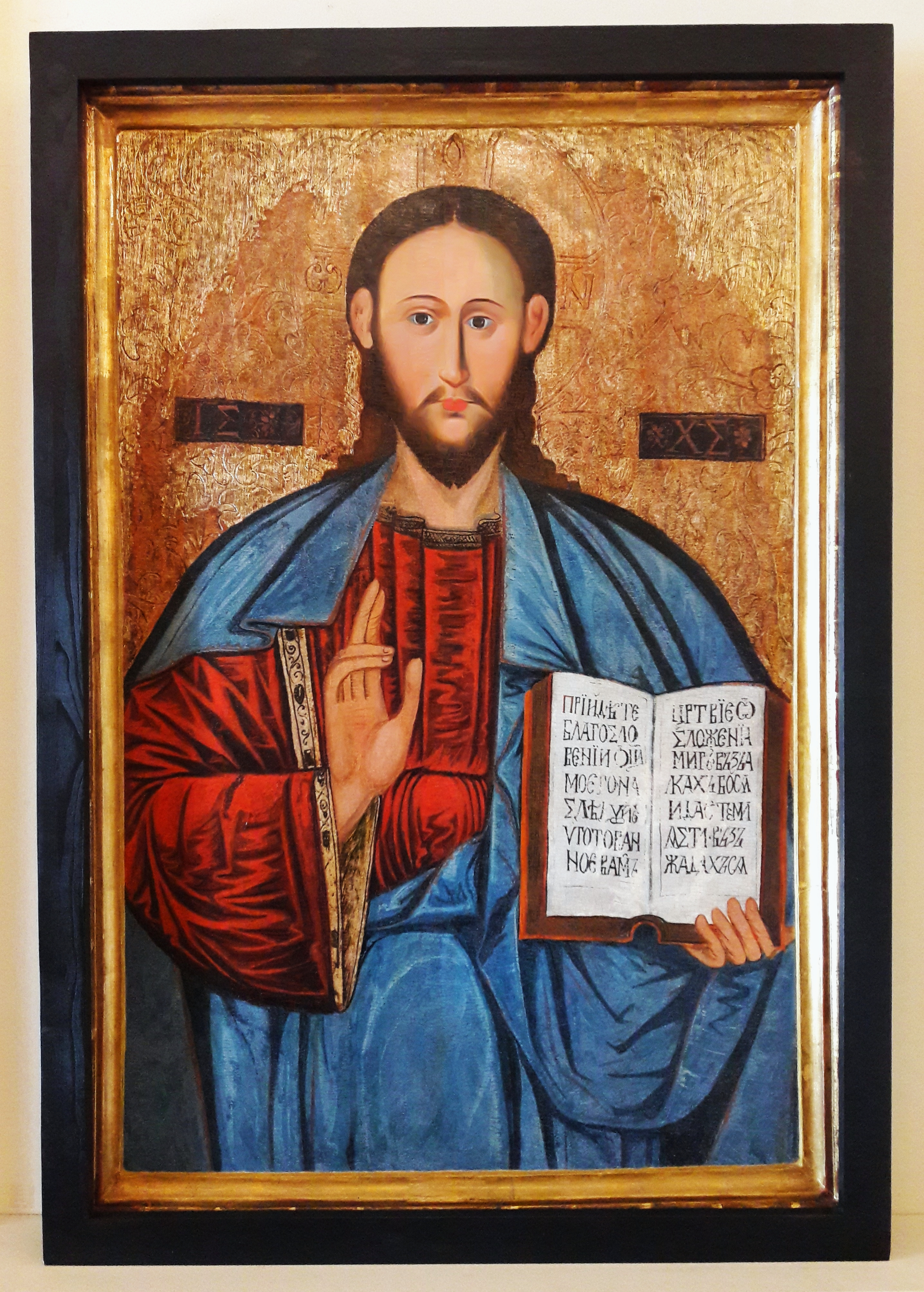
Pantocrator từ Kułakowice
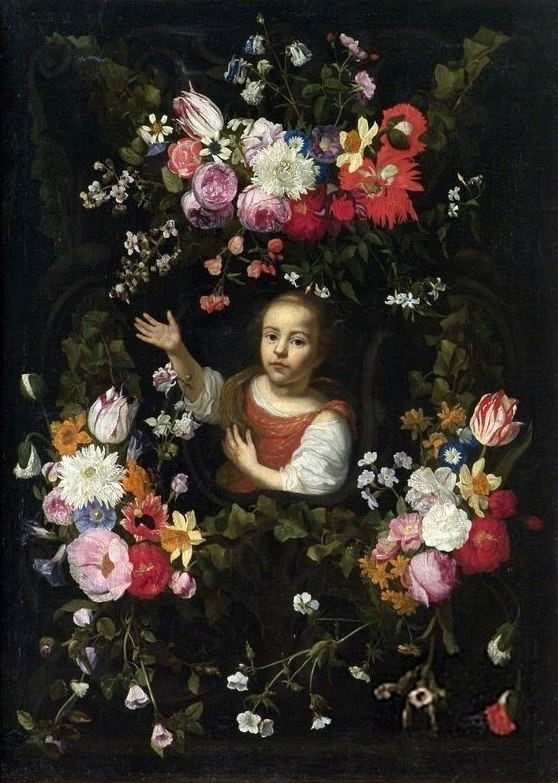
Cô gái trong một vòng hoa, Jan Philip van Thielen
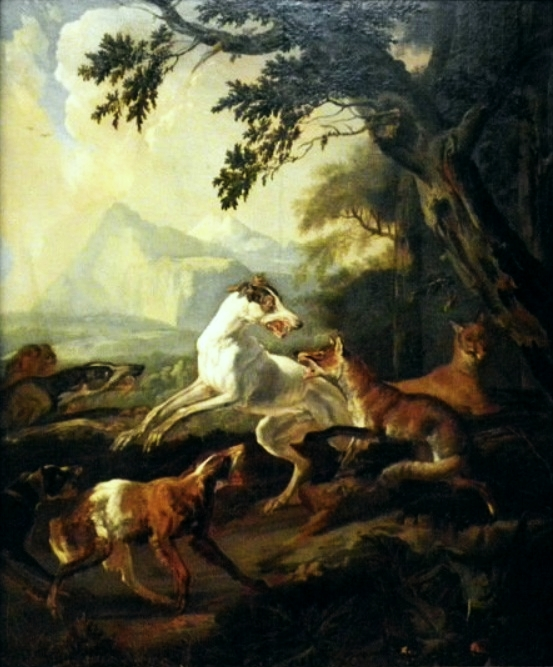
Chó chiến đấu với cáo, Áp-ra-ham
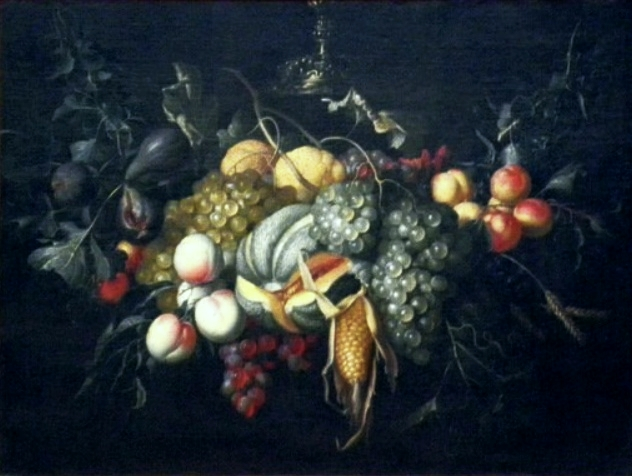
Cuộc sống tĩnh lặng với một chiếc cốc và ngô, Alexander Coosemans